# Посіяти зуби дракона
Посіяти зуби дракона — вислів походить з грецького міфа про Кадма.

## Історія міфа
Оракул наказав Кадмові заснувати місто там, куди його приведе корова, яку він побачить при виході з храму. Корова привела Кадма до джерела, яке охороняв дракон. Кадм убив дракона і посіяв його зуби. Із зубів виросли озброєні воїни — спарти (тобто «посіяні»). Воїни напали на Кадма, але коли герой, за порадою богині Афіни, жбурнув між них камінь, вони почали битися один з одним. П'ятеро воїнів, що залишилися живими, допомогли Кадмові побудувати цитадель Кадмею, навколо якої пізніше виросло місто Фіви.

## Вживання виразу
Вираз «посіяти зуби дракона» вживається у двох значеннях:
- виростити воїнів, богатирів;
- посіяти ворожнечу, усобиці.